# Чарлс Винклер
Фредериксберг
Чарлс Винклер (дан. Charles Gustav Wilhelm Winckler; Фредериксберг 9. април 1867. — Фредериксберг 17. децембар 1932) је бивши дански атлетичар учесник Летњих олимпијских игара 1900. одржаним у Паризу.
Винклер је учествовао у две атлетске дисциоплине. У бацању кугле био је дести са резултатом 10,76. Такође је учествовао у бацању диска где је са резултатом 32,50 метара поделио осмо место.
Он се тада са још двојицом Данаца и тројицом, Швеђана учествовао у надвлачењу конопца. Њихова мешовита екипа победила је Француску са 2:0 и тако освојила златну медаљу. Медаља коју је освојио МОК није приписао Данској него Мешовитом тиму